# American depositary receipt
American depositary receipt lub American depository receipt (amerykański kwit depozytowy), ADR – papier wartościowy emitowany przez banki amerykańskie w celu ułatwienia tamtejszym inwestorom lokowania kapitału w akcje zagraniczne. 
Bank kupuje (na zlecenie klienta lub z własnej inicjatywy) akcje na rynkach kapitałowych poza Stanami Zjednoczonymi, a następnie wprowadza do obrotu surogaty tych akcji w postaci kwitów depozytowych, które podlegają obrotowi na rynkach kapitałowych.
Kurs amerykańskich kwitów depozytowych jest często zbliżony do kursu akcji na rynku pierwotnym. Papiery te stanowią dla inwestorów amerykańskich formę lokowania środków pewniejszą niż bezpośredni zakup akcji, głównie ze względu na prostszy obrót i większe bezpieczeństwo (ADR-y są szczególnie popularne w odniesieniu do rynków wschodzących).